# Phương pháp cấy lúa hàng rộng - hàng hẹp
Cấy lúa hàng rộng - hàng hẹp là một phương pháp cấy lúa thưa theo hàng rộng và hàng hẹp với những khoảng cách phù hợp nhằm tận dụng ánh sáng chiếu trực tiếp vào gốc, thân, lá để kích thích lúa phát triển nhanh, đẻ sớm và đẻ nhánh khỏe, do đó làm tăng số cây/khóm và tăng số hạt/bông. Đây là phương pháp gieo cấy lúa hoàn toàn mới trong lịch sử trồng lúa của thế giới; thân thiện với môi trường sinh thái.
Công nghệ cấy lúa hiệu ứng hàng biên đã được nhà nước cấp bằng độc quyền sáng chế ngày 11/9/2015

## Kinh nghiệm dân gian
Theo kinh nghiệm dân gian, trong cùng một ruộng lúa, những hàng lúa, khóm lúa ở rìa bờ được sử dụng ánh sáng mặt trời nhiều hơn, từng lá lúa được quang hợp tốt nhất… nên khóm lúa lớn hơn và bông lúa to hơn những hàng lúa, khóm lúa bên trong ruộng. Nhờ đó, các chỉ tiêu về năng suất ở hàng rìa ruộng đều cao hơn bên trong ruộng. Như vậy, nếu tất cả các khóm lúa trong ruộng được sử dụng ánh sáng tốt như hàng, khóm ở rìa bờ thì đều cho năng suất tối đa.

## Kỹ thuật cấy lúa hàng rộng - hàng hẹp
Một độ cấy phụ thuộc vào khả năng đẻ nhánh của từng giống lúa. Với lúa lai cấy 12,6 khóm/m², lúa thuần 17,5 khóm/m² áp dụng cho cả hai vụ trong năm. 
Cấy lúa theo hàng, nên theo hướng Đông - Tây, khoảng cách giữa các khóm trong hàng cách nhau 20 – 25 cm; các hàng lúa thành những hàng sông hẹp cách nhau khoảng 17 – 20 cm và hàng sông lớn cách nhanh 38 – 45 cm. Khi cấy đảm bảo cấy nông tay, 2 – 3 rảnh/khóm, các khóm lúa giữa các hàng so le nhau.

## Chăm bón cho lúa
Bón thúc chỉ bón phân dọc hàng sông nhỏ, không bón ra hàng sông lớn để tránh lãng phí, tăng hiệu quả sử dụng phân.

## Hiệu quả
So với phương thức cấy thông thường, số hạt bình quân của bông lúa tăng 25 – 35%; số bông/khóm tăng 2-3 lần và số bông/m² bằng hoặc cao hơn; Năng suất ít nhất tăng 20%, phổ cập 25-30%, thậm chí 40-60%.
Bên cạnh đó, lúa ít sâu bệnh, tiện chăm sóc, giảm được 50% giống; 40-50% công làm mạ, công cấy cấy; giảm công và chi phí thuốc bảo vệ thực vật; tiết kiệm được phân bón, hiệu quả tăng 15 - 20% so với thông thường.

## Ứng dụng trong thực tiễn
Đến nay, đã có hàng chục tỉnh, thành ở Việt Nam đã đẩy mạnh hoạt động chuyển giao hiệu ứng hàng biên vào sản xuất lúa; tiêu biểu như: Vĩnh Phúc (nơi đầu tiên áp dụng), Nam Định, Hải Phòng, Thái Bình, Hải Dương, Sơn La...   
xxxxthumb|Hiệu ứng hàng biên trên lúa lai]]